# Cupaniopsis glabra
Cupaniopsis glabra är en kinesträdsväxtart som beskrevs av F. Adema. Cupaniopsis glabra ingår i släktet Cupaniopsis och familjen kinesträdsväxter. Inga underarter finns listade i Catalogue of Life.